# Риана Раян
Риана Раян (на английски: Rhianna Ryan) е американска порнографска актриса.

## Биография
Риана Раян е родена на 5 април 1990 година. Дебютира като актриса в порнографската индустрия през 2009 година, когато е на 19-годишна възраст.

## Частична филмография
- 2010 – Pay Me in CumPay Me in Cum
- 2010 – Barely Legal 103Barely Legal 103
- 2010 – Booty Talk 90Booty Talk 90
- 2010 – Multiple OrgasmsMultiple Orgasms
- 2010 – Teacher Leave Them Teens AloneTeacher Leave Them Teens Alone
- 2009 – Teens Take It Big 2Teens Take It Big 2
- 2009 – Whitezilla Is Bigga Than a Nigga!!!